# Podmítka
Podmítka je mělké zpracování půdy prováděné co nejdříve po sklizni plodin v letních měsících. Její přínosy jsou všeobecně uznávány. Podmítka vytváří vhodné podmínky pro klíčení semen plevelů a výdrolu řepky nebo obilnin. Vzešlé rostliny se následně zlikvidují a zapracují do půdy při jejím dalším zpracování, obvykle orbou.
Podmítka provzdušňuje půdu a promíchává rostlinné zbytky s horní orniční vrstvou. Včasná a kvalitní podmítka podporuje hospodaření s půdní vláhou. Vytváří tzv. izolační vrstvu, která zabraňuje vypařování vody z půdy přerušením kapilárních pórů směřujících k povrchu. Zároveň zlepšuje schopnost půdy vodu přijímat, a to zejména při vydatnějších srážkách. Zlepšené hospodaření s vodou je klíčové především v letních, suchých obdobích, kdy je udržení vody v půdě zásadní. Provzdušněním a promícháním s rostlinnými zbytky se půda obohacuje o energetické složky, které podporují mikrobiální činnost a rozkládání organických látek. Kvalitně provedená podmítka mechanicky likviduje plevele a výdrol, a také potlačuje choroby a škůdce plodin.
Pro dosažení kvalitní podmítky je klíčové její včasné provedení. Ideální je provést ji co nejdříve po sklizni, nejlépe v ten samý den. V tomto momentu je půda ještě dostatečně vlhká a snadno se zpracovává, což umožňuje dosažení požadované hloubky zpracování. Hlavním kritériem pro včasné provedení podmítky je co nejrychlejší uklizení slámy po sklizni obilnin, samozřejmě pouze v případě není-li určena k zaorání. Pokud se podmítka provede s větším časovým odstupem od sklizně, ztrácí na svém účelu a je lepší ji vynechat. 
Dalším důležitým parametrem pro dosažení kvalitní podmítky je hloubka zpracování, která výrazně ovlivňuje vlhkost půdy a umožňuje rozdělit podmítku do tří kategorií:
- mělká (méně než 8 cm)
- střední (8 až 12 cm)
- hluboká (12 až 15 cm)

Volba hloubky podmítky závisí především na srážkových a teplotních poměrech v dané lokalitě a typu zpracovávané půdy. Mělká podmítka se uplatňuje ve vlhčích a chladnějších oblastech a na lehkých půdách. Naopak hluboká podmítka je vhodná pro sušší a teplejší oblasti, kde je klíčové vytvoření izolační vrstvy pro zabránění výparu vody z půdy a udržení co největšího množství vláhy po deštích. Hluboká podmítka se provádí i na těžkých půdách, avšak s rizikem tvorby velkých hrud, které komplikují další zpracování a podporují vzcházení plevelů a výdrolu předplodiny. Střední podmítka se používá v případě zpracování pozemků s hlubokými kolejemi nebo pro částečné zapravení nesebrané slámy, většího strniště či vzrostlého výdrolu. Hlubšího podmítání se dále využívá ke snížení zhutnění půdy nebo k zapravení hnojiv.
Kvalitní a včasná podmítka výrazně usnadňuje následné zpracování půdy, většinou orbou. Orba je poté energeticky méně náročná, dosahuje vyšší výkonnosti a požadované kvality, která spočívá v optimálním drobení půdy.
Po provedení podmítky je vhodné ošetřit povrch půdy vláčením nebo válením. Tím se zabrání vysychání hrud a urovná se povrch. V praxi se toto ošetření provádí většinou přímo při podmítce, kdy jsou podmítací stroje vybaveny pracovními nástroji pro úpravu povrchu.